# Ludwig II. (2012)
Ludwig II. ist ein deutsch-österreichischer Historienfilm der Regisseure Peter Sehr und Marie Noëlle aus dem Jahr 2012. Die Produktion berichtet über das Leben des Königs Ludwig II. von Bayern.

## Handlung
Kronprinz Ludwig leidet unter der autoritären Erziehung seines Vaters König Maximilian II. und teilt absolut nicht dessen Sichtweise des Krieges. Zudem zieht er sich durch seine Liebe zur Musik und den schönen Künsten immer wieder den Missmut seines Vaters zu. Für Ludwig ist die Kunst wichtiger als das tägliche Brot.
Unerwartet stirbt Maximilian II. an einer Wundrose, und so besteigt Ludwig voller Idealismus im Alter von 18 Jahren den bayerischen Thron. In einer Zeit, in der Krieg und Armut allgegenwärtig sind, glaubt er an eine bessere Welt und möchte seine Macht dafür einsetzen, dass sein Volk in Frieden und Glück leben kann. Sein Reich soll zum Mittelpunkt der Schönheit werden, Kunst und Kultur sollen aufblühen, statt in Waffen möchte Ludwig die Staatsgelder in Theater, Musik und Bildung investieren.
Seine Freizeit verbringt er mit der jungen Sophie in Bayern, seiner Cousine und Schwester der österreichischen Kaiserin. Mit ihr kann er über Musik und die Schönheit der Welt philosophieren. Im Schloss lässt er alle seine Gemächer nach seinen Vorstellungen umbauen und gestalten.
Er liebt die Opern Richard Wagners, seine Leidenschaft und Bewunderung für dessen Werke und deren Sagenwelten sind so groß, dass er den umstrittenen Komponisten an seinen Hof holen will. Um das zu erreichen, beauftragt er den bekannten Musikliebhaber Johann von Lutz, Wagner ausfindig zu machen und zu ihm zu bringen. Voller Ungeduld erwartet er die Ankunft seines Idols, und er empfängt ihn mit großem Respekt. Er begleicht Wagners Schulden und erwirkt die Begnadigung des revolutionären und politisch verfolgten Komponisten. Seine Minister rebellieren gegen die kostspielige Förderung Wagners.
Ludwig stürzt sich mit anfänglich großem Interesse ins politische Geschäft. Er ruft eine Schulreform ins Leben und verteilt Musikinstrumente statt Waffen an seine jungen Kadetten. Er ist der Meinung, sollte Bayern jemals angegriffen werden, so wird ihnen die Musik Richard Wagners entgegen klingen, was sie sofort entwaffnen würde. Selbst ein Gespräch mit seiner Cousine Elisabeth von Österreich, die ihn um Hilfe bitten will, Preußen davon abzuhalten, gegen Österreich Krieg zu führen, scheitert an seiner naiven Denkweise, dass die Musik allein in der Lage sei, die Herzen der Menschen zum Friedenhalten zu bewegen.
Ludwigs Ministern ist die Macht, die Wagners Ideen über den jungen König zu haben scheint, nicht recht. Zunehmend vernachlässigt der junge König die Regierungsgeschäfte. Die Nachricht eines bevorstehenden Krieges erreicht ihn, als er gerade mit Wagner in den bairischen Bergen unterwegs ist. Der Komponist schlägt ihm vor, die Minister auszutauschen, die jetzt mit aller Macht in den Krieg ziehen wollen. Die wiederum drohen von selbst ihren Rücktritt an, sollte Ludwig sich nicht von Wagner und seinem Einfluss trennen. Da der König um das Leben seines Freundes fürchtet, drängt er ihn, Bayern zu verlassen. Er muss feststellen, dass die Umstände seiner Zeit gegen ihn sind. So wird sein geliebtes Reich gegen seinen Willen in den Krieg mit Preußen verwickelt. Resigniert und mit Anzeichen erster Wahnerkrankungen zieht Ludwig sich zurück. Die Nachricht über die Niederlage seiner Armee trifft ihn schwer, hat er doch die für moderne Gewehre vorgesehenen Gelder für Musikinstrumente ausgegeben. In seiner Not steht ihm sein Stallmeister Richard Hornig zur Seite, doch will er sich seine Zuneigung zu Männern nicht eingestehen. Um die Kriegsniederlage zu verarbeiten, bereist er sein Land und zeigt sich seinem Volk. Und er plant seine Hochzeit mit Sophie, da er davon überzeugt ist, dass das Volk dies von ihm erwartet. Im Rahmen der Hochzeitsvorbereitungen trifft auch Wagner wieder am Hofe ein, um die musikalische Gestaltung zu übernehmen. Bei dieser Gelegenheit lernt Ludwig den jungen Sänger Heinrich Vogel kennen, den er unbedingt als Lohengrin singen hören möchte, womit er sich den Unmut von Wagner zuzieht.
Sophie fordert einen Liebesbeweis in Form eines Kusses von ihrem Bräutigam ein. Dabei kommt es zu einem Eklat, und Ludwig sagt seine schon fest geplante und vom Volk ersehnte Hochzeit wieder ab, weil er sich eingestehen muss, dass ihn mit seiner Verlobten (wegen seiner homosexuellen Veranlagung, zu der er sich aber ihr und anderen gegenüber nicht bekennt) nicht mehr verbinden kann als innige Freundschaft. In einem Brief bittet er Sophie um Verzeihung und Verständnis. Nach seiner Meinung hat sie ein Recht darauf, glücklich zu sein, was ihr an seiner Seite auf Dauer nicht gelingen würde.
Neben diesen privaten Problemen holt das politische Geschehen ihn wieder ein. Bayerns Niederlage gegen Preußen zwingt das Land, als Bismarcks Zwangsverbündeter in den Krieg gegen Frankreich einzutreten. Bismarcks Bemühen um ein Gesamtdeutsches Reich mit einem Kaiser an der Spitze zerstört den Traum eines weiterhin souverän bestehenden Bayerischen Königreichs. Ludwigs Bruder Otto erleidet darunter einen Nervenzusammenbruch und muss in ein Sanatorium verbracht werden. Der behandelnde Arzt geht davon aus, dass Otto aus seiner geistigen Umnachtung nicht wieder erwachen wird. So verspricht Ludwig, seinem Bruder ein eigenes Schloss zu bauen, wo er so sein kann, wie er ist. So wie er auch sich selber danach sehnt, einen Ort zu haben, wo er so sein kann, wie er ist. Mit diesem Hintergrund lässt er das Schloss Neuschwanstein erbauen.
Dennoch kommt Ludwig nicht zur Ruhe, zu tief sind die Abgründe seiner Seele, die ihn quälen und verzweifeln lassen. Desillusioniert zieht er sich zurück und flüchtet sich in die Welt der Opernmelodien. Die finanziellen Probleme, die der Staatshaushalt durch seine prunkvollen Bauaktivitäten zu erleiden hat, will er nicht wahrhaben. Doch die Realität holt ihn ein, und Ludwigs Gegner formieren sich, um ihn – mit seinen Schlössern in seinem Traumreich der Phantasie – zu stürzen. Selbst sein jahrelang treu ergebener Johann von Lutz, den er zum Minister erhoben hatte, muss an Ludwigs gesundem Verstand zweifeln. Nachdem ein Brand im Schloss ausgebrochen ist, wird Richard Hornig schwer verletzt. Die Trauer darüber, nie zu seiner Liebe zu dem Stallmeister stehen zu dürfen, treibt ihn noch weiter in den Wahnsinn, der nun auch seinen Gegnern zunehmend bewusst wird. Einer seiner Minister lässt ein entsprechendes ärztlichen Gutachten erstellen, um den König zu stürzen.
Ludwig erahnt das Vorhaben und beabsichtigt, sich mit seinen Schlössern in die Luft zu sprengen, ehe er sich daraus verjagen lassen würde. Doch scheitert dieses Vorhaben an entsprechendem Sprengstoff. So gelingt es dem Minister, den König gegen seinen Willen nach Schloss Berg in ärztliche Obhut zu bringen.
Verzweifelt über die Missachtung seiner königlichen Privilegien und seine jetzige Behandlung als „armer Irrer“, reift in ihm der Entschluss, dieser Behandlung zu entrinnen. Bei einem Spaziergang mit seinem Arzt entwischt er diesem und rennt in den Starnberger See, wo er ertrinkt.

„Ein ewig Rätsel will ich bleiben mir und anderen ...“

## Kritiken
„Das Regieduo Peter Sehr und Marie Noëlle tritt nun mit seinem episch angelegten biografischen Historienfilm Ludwig II. an, den Menschen hinter der Legende zu seinem Recht kommen zu lassen. Das gelingt vor allem dank exzellenter Darsteller, opulenter Originalschauplätze und minutiöser Detailarbeit über weite Strecken sehr gut [...] Ludwig II. überzeugt mit prächtigen Schauwerten, eindrucksvoller Schauspielkunst und einem erfrischend ungekünstelten Ansatz.“

„Es hat eine Weile gedauert, bis der Märchenkönig Ludwig wieder in die Kinos kam. Doch auch in Peter Sehrs und Marie Noelles neuem Film bleibt das ewige Rätsel unerlöst [...] Dass Ludwigs Schlösser heute Touristenmagneten sind, dass sie sich also langfristig als keineswegs ruinös, sondern als gute Investition erwiesen haben, weisen Sehr und Noelle schließlich als das eigentliche Motiv für ihren Ludwig II. aus. Ihr Film will auch Weltkulturerbe sein, allerdings auf Landesanstaltenniveau.“

„Das Charisma von Helmut Berger haben die beiden Titeldarsteller im neuen Biopic über Bayerns König nicht. Trotzdem ist Ludwig II. von Peter Sehr und Marie Noelle sehenswertes Infotainment [...] Mehr Aufklärung als Aura also, mehr Fernsehspiel als Melodram. Der Mythos Ludwig hat sich eben offenbar erledigt.“

## Nachbau des Kleinen Galawagen

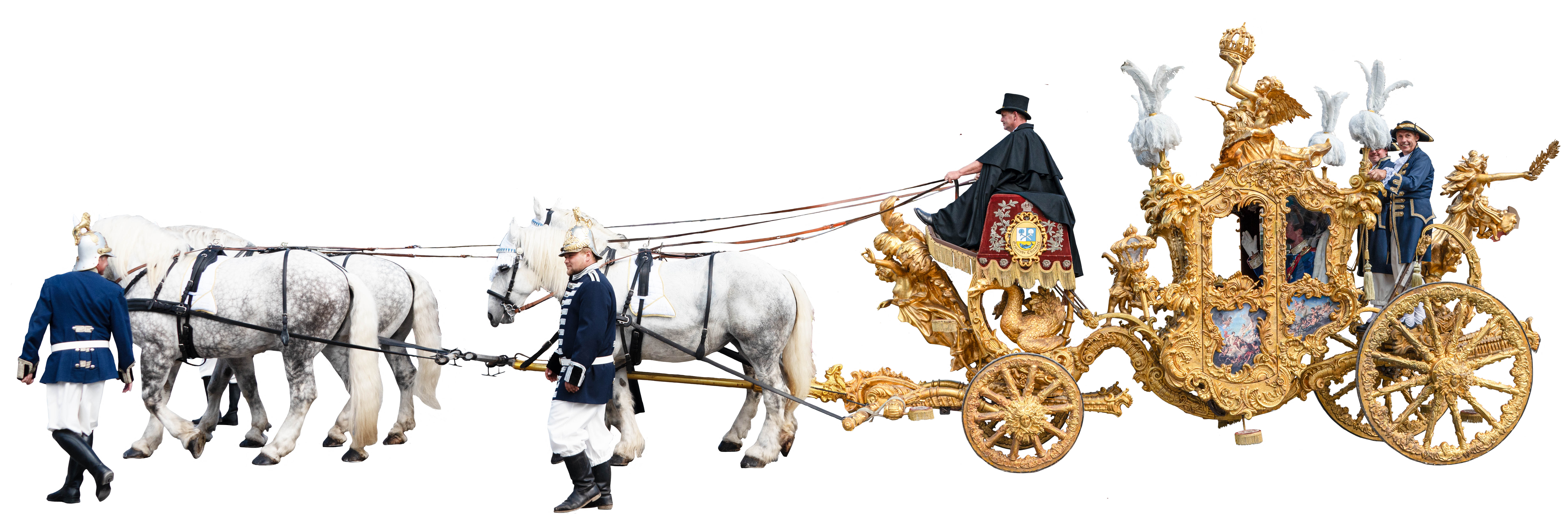
Die Kutsche ist ein Nachbau des Kleinen Galawagens der für König Ludwig II. durch den Königlich Bayerischen Hofwagenfabrikanten Iganz Magnus Mayer gefertigt wurde.

Für den Film König Ludwig II. wurde auch eine Nachbildung des Kleinen Galawagens, einer Art Filmkutsche, erstellt. Der Kleine Galawagen war ein exquisites Fahrzeug, das von König Ludwig II. häufig verwendet wurde, um zu offiziellen Anlässen zu fahren.
Die Nachbildung des Kleinen Galawagens wurde detailgetreu nach historischen Fotos und Beschreibungen angefertigt, um den originalen Look und Stil des Fahrzeugs nachzubilden. Es wurde darauf geachtet, dass jedes Detail stimmt, von der Form des Wagens über die Verzierungen bis hin zur Farbgestaltung. Dabei wurden hochwertige Materialien wie Holz, Leder und Metall verwendet, um die Haltbarkeit und Authentizität des Nachbaus sicherzustellen.

## DVD
Der Film auf DVD und Blu-ray erschien am 20. September 2013.

## Auszeichnungen
- Bayerischer Filmpreis 2012: Nachwuchsdarstellerpreis (Sabin Tambrea)
- New Faces Award 2013: Nachwuchsdarstellerpreis (Sabin Tambrea)
- Deutscher Filmpreis 2013: Nominierung in der Kategorie Beste darstellerische Leistung – männliche Hauptrolle (Sabin Tambrea)